# Pierre Semmler
Pierre Semmler, znany również jako Peter Semmler (ur. 19 kwietnia 1943 w Gladbeck, zm. 8 września 2011) – niemiecko-francuski aktor.

## Życiorys
Urodził się w Gladbeck w Westfalii. Po kursie elektryka, mechanika i spawacza, pracował w salonie Forda. Był bezdomny, a następnie trafił do domu pomocy społeczne. Dorabiał jako przedstawiciel door to door. W końcu dostał pracę w Berlinie jako elektryk w różnych firmach. W wieku 21 lat odbył podróż autostopem przez Maroko, Algierię, Tunezję i Libię. Na Saharze pracował przy transporcie towarów z Trypolisu do Czadu. Pracował jako radiomechanik, budowlaniec, barman, kierownik fabryki perfum, kierownik szwalni, a potem jako wyspecjalizowany nurek głębinowy. W 1970 przyjechał do Paryża, a potem podróżował między Nowym Jorkiem, gdzie spędził półtora roku, a Szwecją, Irlandią, Seszelami i Malediwami. W 1974 w Paryżu rozpoczął naukę teatru. Debiutował na ekranie w dramacie przygodowo–wojennym Krab dobosz (Le Crabe-Tambour, 1977) u boku Jeana Rocheforta i Jacques’a Perrina.
Zmarł 8 września 2011 na nowotwór złośliwy w wieku 68 lat.

## Filmografia

### Filmy fabularne
- 1977: Krab dobosz (Le Crabe-Tambour)
- 1978: Taka zwykła historia (A Simple Story) jako Patrick
- 1978: Dossier 51 jako agent 2429
- 1978: Jeden, dwa dwa (One Two Two)
- 1981: Jedni i drudzy (Les Uns et les autres) jako
- 1981: Bolero
- 1982: As nad asy (L’As des as)
- 1984: Złoto dla pazernych (Les Morfalous)
- 1986: Przygody Wilhelma Tella (Adventures of the William Tell)
- 1988: Wielki błękit (The Big Blue) jako Franck
- 1995: Nędznicy (Les Miserables) jako niemiecki oficer
- 2001: Szklana pułapka 3 i 1/2 (Don’t Die Too Hard!) jako Hans
- 2009: Ładunek (Cargo) jako kapitan Pierre Lacroix

### Seriale TV
- 1980: Komisarz Moulin (Commissaire Moulin) jako Alexandre Kouprine
- 1986: Catherine
- 1992: Marion jako David
- 1995: Nieśmiertelny (Highlander) jako Callum
- 1995: Belle époque
- 1999: Na ulicach Berlina (Die Straßen von Berlin)
- 2001: Marienhof jako Alex Hagen
- 2005: Burza uczuć (Sturm der Liebe) jako Marcel von Houweningen
- 2008: Wydział kryminalny Kitzbühel (SOKO Kitzbühel) jako dr Virgil Skuhra